# Ryan Cabrera
Pour les articles homonymes, voir Cabrera.
 (juin 2010).
Si vous disposez d'ouvrages ou d'articles de référence ou si vous connaissez des sites web de qualité traitant du thème abordé ici, merci de compléter l'article en donnant les références utiles à sa vérifiabilité et en les liant à la section « Notes et références ».
Ryan Frank Cabrera, né le 18 juillet 1982 à Dallas au Texas, est un chanteur de musique pop américain.

## Biographie
Il fait ses études chez les Jésuites avant de poursuivre ses études supérieures à l'Université du Texas. C'est en 2001 qu'il devient chanteur dans un groupe d'inconnus texans : Rubix Groove, un groupe Pop/Rock qui finit par se faire connaître et enregistre une démo de cinq chansons[réf. souhaitée].
À la même époque, il décide d'enregistrer un premier album solo, Elm St, chez un label indépendant et se fait ainsi remarquer par Joe Simpson. Il quitte alors son groupe et enregistre l'album Take It All Away. Sorti le 17 août 2004, l'album entre à la 8e position du Billboard. Son premier single, On The Way Down rencontre un franc succès et est suivi des titres True et 40 Kinds Of Sadness.
En 2004, sa liaison avec Ashlee Simpson est sur-médiatisée. Le père de Simpson gère d'ailleurs la carrière de Ryan, qui apparaît à plusieurs reprises dans l'émission d'Ashlee intitulée The Ashlee Simpson show. En retour, Ashlee apparaît dans le clip de On The Way Down et lui a dédié son premier single Pieces Of Me. Mais le couple finit par se séparer en 2005.
En septembre de la même année, Ryan sort son second album intitulé You Stand Watching et rencontre Lisa Origliasso (The Veronicas) pendant la tournée à laquelle ils participaient ensemble, puis finit par sortir avec elle.
Le premier single du deuxième album, Shine On, est un flop ; il entre en 86e position à cause d'un manque énorme de promotion de la part de sa maison de disques et ne permet pas de propulser l'album au sommet du Billboard. Après une décevante 24e position en première semaine et une tentative de second single, avec la chanson Photo (on peut d'ailleurs apercevoir Lisa Origliasso dans le clip), l'album est jugé mauvais bien qu'il ait reçu un disque d'or et que son style soit très similaire à celui de Take It All Away. En juillet 2006, il se sépare de Lisa Origliasso et depuis septembre 2006, il sort avec Riley Keough, la fille de Lisa-Marie Presley.
En 2007, Ryan quitte sa maison de disques Atlantic Records et crée son propre label du nom de "Frolic Room" sous lequel sortira son troisième album : "The Moon Under Water", sorti le 13 mai 2008. On peut y découvrir le single "Say" qui a atteint le numéro 1 en Angleterre, ainsi que "Rise" et "Enemies". Cet album marque une séparation dans la carrière de Ryan et s'éloigne musicalement de ses deux premiers albums. Un nouvel album signifie un nouveau style musical mais aussi un nouveau look : Ryan a désormais opté pour un look à la Johnny Depp.
De janvier à mars 2008, Ryan entame une grande tournée radio aux États-Unis afin de promouvoir son album et son nouveau single. La plupart de ses interviews étaient suivies d'un show case privé et d'une séance de dédicaces. Il parcourt ainsi plus d'une soixantaine de radios : trois à cinq stations par jour en moins de trois mois.
En avril 2008, la tournée radio terminée, Ryan en profite pour terminer l'enregistrement de quelques nouveaux morceaux qui apparaitront sous forme de bonus pour l'album "The Moon Under Water". Deux versions spéciales de cet album sont sorties : une version pour les magasins Target et une autre pour Walmart[réf. souhaitée]. Chaque version contient des bonus différents et quelques autres bonus sont disponibles sur iTunes, sans oublier une version techno d'une de ses chansons que Ryan a lui-même remixé.

## Vie privée
Il est en couple avec la catcheuse Alexa Bliss depuis 2019 et sont fiancés depuis novembre 2020. En mai 2023, le couple annonce attendre un enfant pour la fin d'année. 

## Discographie

### Albums studio
- 2001 : Elm St
- 2004 : Take It All Away
- 2005 : You Stand Watching
- 2008 : The Moon Under Water

### EP
- 2015 : Wake Up Beautiful